# القناع (لعبة فيديو)
القناع (بالإنجليزية: The Mask)‏ (باليابانية: マスク) ، هي لعبة إلكترونية من نوع أكشن ولعبة المنصات، أنتجت عام 1995م، وهي نسخة من الفيلم الأصلي القناع.

## وصلة خارجية
- The Mask على موبي غيمز